# Boulsin (Saponé)
Pour les articles homonymes, voir Boulsin.
Boulsin est une commune rurale située dans le département de Saponé de la province du Bazèga dans la région du Centre-Sud au Burkina Faso.

## Géographie
Le village de Boulsin est situé à 8 kilomètres au Sud du chef-lieu Saponé et à 5 km au Nord-Est de Targho.

## Santé et éducation
Le centre de soins le plus proche de Boulsin est le centre médical de Targho. Le village accueille une école primaire.